# U–501
Az U–501 tengeralattjárót a német haditengerészet rendelte a hamburgi Deutsche Werft AG-tól 1939. szeptember 25-én. A hajót 1941. április 30-án állították szolgálatba. Egy harci küldetése volt, amelynek során egy hajót süllyesztett el.

## Pályafutása
Az U–501 1941. augusztus 7-én futott ki első és egyetlen őrjáratára Trondheimből, kapitánya Hugo Förster volt. Részt vett a Grönland és a Markgraf farkasfalka vadászatában.
Szeptember 5-én megtámadta az SC–41-es konvojtól elmaradó norvég Einviket. Förster először megtorpedózta, majd a tengeralattjáró fedélzeti fegyvereivel elsüllyesztette a hajót. Szeptember 10-én a Dánia-szorosban két kanadai korvett, az HMCS Chambly és az HMCS Moosejaw rátámadt a tengeralattjáróra. Az U–501 az első mélységibomba-támadás után kénytelen volt felemelkedni a felszínre, közvetlenül az HMCS Moosejaw mellett. A két hajó annyira közel állt meg egymáshoz, hogy Hugo Förster száraz lábbal lépett át a kanadai korvettre.
A kanadaiak megijedtek attól, hogy más németek is követik, ezért távolabb húzódtak, majd nekimentek a tengeralattjárónak. Ezután több haditengerész átkelt az U–501-re, de az a mélységi bombáktól és a német legénység belső pusztításától menthetetlen állapotban volt. Amikor a búvárhajó hirtelen süllyedni kezdett, az egyik kanadai tengerész nem tudta elhagyni, és hullámsírba szállt vele. Hugo Förster és 36 német tengerész hadifogságba került, 11-en meghaltak.

## Kapitány
| Név          | Kezdőnap          | Zárónap              |
| ------------ | ----------------- | -------------------- |
| Hugo Förster | 1941. április 30. | 1941. szeptember 10. |

## Őrjárat
| Indulás   | Indulónap          | Érkezés | Zárónap              |
| --------- | ------------------ | ------- | -------------------- |
| Trondheim | 1941. augusztus 7. | *       | 1941. szeptember 10. |

* A tengeralattjáró nem érte el úti célját, elsüllyesztették

## Elsüllyesztett hajó
| Nap                 | Hajó   | Nemzetisége | Brt  | Konvoj |
| ------------------- | ------ | ----------- | ---- | ------ |
| 1941. szeptember 5. | Einvik | Norvégia    | 2000 | SC–41  |